# Islote Águila
El islote Águila es una isla perteneciente al archipiélago Diego Ramírez, en la comuna de Cabo de Hornos, en la provincia Antártica Chilena, XII Región de Magallanes y de la Antártica Chilena, en Chile. Es el islote más austral del archipiélago, y a su vez, es el punto más austral del continente americano.

## Descripción
El islote Águila se encuentra en las coordenadas 56°32′15″ S y 68°43′10″ O; es el lugar más austral de Chile y América. Lo rodean un grupo de grandes rocas que afloran en la superficie del mar. Los islotes más cercanos son los islotes Torres, el islote Nahuel, el islote Barros, el islote Ester, y las islas Gonzalo y Bartolomé, estas últimas separadas entre sí por el paso Nodal. Sus orillas son bañadas por las gélidas aguas del Paso Drake, en el océano Pacífico, y solo se puede acceder a él cuando las condiciones climáticas lo permiten. Se ubica a unos 100 km del cabo de Hornos, y a unos 1000 km del Continente Antártico. Sus condiciones climáticas desfavorables, sumado a su complicado acceso, hacen que el islote permanezca deshabitado; solo ingresan expediciones, o grupos pertenecientes a la Armada de Chile a inspeccionar el lugar, muy esporádicamente.

## Punto más austral de América
Hay un debate sobre cuál merece ser considerado el punto más austral de América, siendo posibles tres opciones, las que aquí se presentan ordenadas desde la ubicada más al norte a la más al sur:
- Cabo Froward es el punto más austral de la masa continental de América, es decir, unido directamente al resto del continente, sin cruzar brazos de mar. Pertenece a la Comuna de Punta Arenas.

- Cabo de Hornos es el punto más austral de la tierra asociada tradicionalmente a América, ya que allí terminan las islas costeras. En su acepción común, la zona continental incluye también las islas pequeñas situadas a corta distancia de la costa, pero no las que están separadas por brazos de mar importantes. Pertenece a la Comuna de Cabo de Hornos.

- Islote Águila, en el archipiélago de las Islas Diego Ramírez, es el punto más austral de la placa continental de América. Desde una perspectiva científica, el continente también incluye las islas vinculadas a las placas continentales. También pertenece a la Comuna de Cabo de Hornos.

## Clima

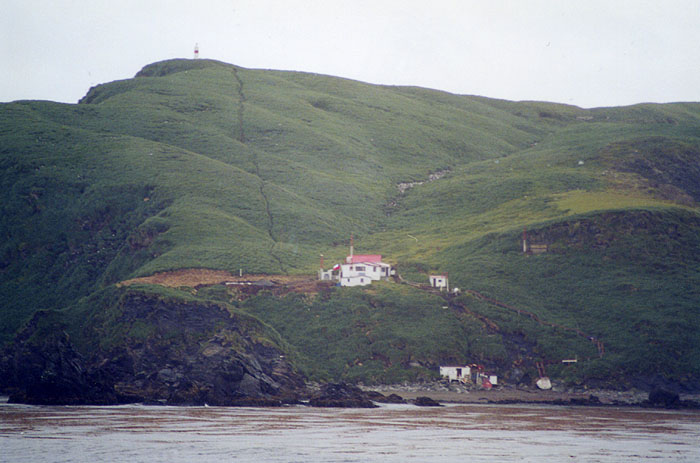
Estación Meteorológica en Isla Gonzalo en el Archipiélago Diego Ramírez.

El clima en el islote Águila no es muy variable; tiene una temperatura promedio anual de 5 °C, presentando 2 °C en invierno y 8 °C en verano, aunque también presenta temperaturas bajo cero en algunos días a mediados del año. Lo que sí es muy marcado en islote Águila es la salida y la puesta del Sol, dependiendo de la época del año en la que se encuentre. En invierno la salida del sol es aproximadamente a las 9:00 y la puesta a las 16:00, mientras que en verano el día inicia alrededor de las 4:30 y el ocaso a las 22:30, es decir solo 7 h de sol durante el invierno y más de 18 h en verano.

## Turismo

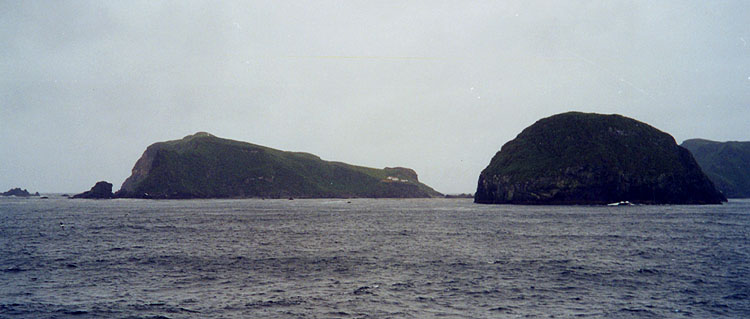
Islotes del Archipiélago Diego Ramírez.

No existen viajes de tipo turístico al islote, o a islas cercanas, salvo a islas de mayor tamaño donde pueda aterrizar algún tipo de transporte aéreo o recalar barcos de menor envergadura, pero incluso en esos casos es muy raro ver turistas en la zona, ya que el lugar más cercano escasamente frecuentado por éstos, es el cabo de Hornos. Sin embargo, son mínimas las visitas a dicho lugar, ya que cuenta con las mismas condiciones climáticas que el islote Águila, y los medios de transporte para llegar son de carácter particular.